# جوزيفين ليونجمان
جوزيفين ليونجمان (بالسويدية: Josefin Ljungman)‏ هي ممثلة سويدية، ولدت في 26 ديسمبر 1981 في السويد.

## وصلات خارجية
- جوزيفين ليونجمان على موقع IMDb (الإنجليزية)
- جوزيفين ليونجمان على موقع ألو سيني (الفرنسية)
- جوزيفين ليونجمان على موقع أول موفي (الإنجليزية)
- جوزيفين ليونجمان على موقع قاعدة بيانات الأفلام السويدية (السويدية)
- جوزيفين ليونجمان على موقع قاعدة بيانات الفيلم (الإنجليزية)
- جوزيفين ليونجمان على موقع كينوبويسك (الروسية)